# Краузе, Кристиане
Кристиане Краузе (нем. Christiane Krause; род. 13 октября 1950) — немецкая легкоатлетка, которая специализировалась в беге на короткие дистанции.

## Биография
Олимпийская чемпионка в эстафете 4×100 метров (1972).
На Олимпиаде-1972 выступала также в беге на 200 метров, однако приостановила соревнования на полуфинальной стадии.
Чемпионка Европы в помещении в эстафете 4×170 метров (1973).
Эксрекордсменка мира в эстафетах 4×100 метров и 4×440 ярдов.